# Anthony Milner
Anthony Francis Dominic Milner (Bristol, 13 mei 1925 – L'Alfàs del Pi, provincie Alicante, 22 september 2002) was een Brits componist, muziekpedagoog, dirigent, pianist en klavecinist.

## Levensloop
Milner studeerde met een studiebeurs vanaf 1945 piano bij Herbert Fryer en muziektheorie bij R. O. Morris aan het Royal College of Music in Londen. Verder studeerde hij privé compositie bij Mátyás Seiber. Hij werd in 1948 docent voor muziektheorie en muziekgeschiedenis aan het Morley College in Londen en bleef in deze functie tot 1964. Daarnaast was hij van 1965 tot 1971 muziekleraar aan het King's College London en wisselde in 1974 aan het Goldsmiths' College. In 1980 werd hij fulltime docent aan zijn Alma Mater, het Royal College of Music in Londen, waar hij al sinds 1961 halftime docent was. In deze functie bleef hij tot zijn pensionering in 1989. Tot zijn leerlingen aldaar behoorden onder anderen John Carmichael en Graham Lack.
Tijdens zijn vakanties was hij docent aan zomerscholen in de Verenigde Staten en Canada. In 1965 en 1966 was hij huiscomponist van de zomerschool voor liturgische muziek aan de Loyola Universiteit New Orleans in New Orleans. Verder was hij directeur van de "Spode Music Week", een jaarlijks plaatsvindende muziekschool die zich bezighoudt met de studie en de uitvoering van de rooms-katholieke liturgische muziek. Voor zijn verdiensten voor de rooms-katholieke kerkmuziek werd hij in 1985 door Paus Johannes Paulus II tot ridder in de Orde van Sint-Gregorius de Grote onderscheiden.
Van 1954 tot 1965 was hij klavecinist van het "London Cantata Ensemble", waarmee hij vele opnames van cantates van Dietrich Buxtehude voor de BBC verzorgde.
In opdracht van het "Leicestershire Schools Music Festival" schreef hij in 1967 het Festival Te Deum voor gemengd koor en orkest, dat in mei 1967 door het koor en het Leicestershire Schools Symphony Orchestra onder zijn leiding in première ging. Hij schreef ook de muziek voor de mis in het Londense Wembley Stadium tijdens het bezoek van Paus Johannes Paulus II in 1982 in het Verenigd Koninkrijk. Zijn laatste compositie is het hoboconcert, dat hij in 1994 voltooide. In de laatste jaren was hij als gevolg van zijn ziekte (multiple sclerose) niet meer in staat te componeren. De laatste twee jaar van zijn leven woonde hij in Spanje, waar hij op 22 september 2002 overleed.

## Composities

### Werken voor orkest
- 1954 The Song of Akhenaten, voor sopraan en orkest
- 1958 rev.1967 Variations (on "Es ist ein Ros' entsprungen"), voor orkest, op. 14 - première: 1959 door het Hallé Orchestra Manchester o.l.v. Sir John Barbirolli
- 1961 Divertimento, voor strijkorkest, op. 19
- 1963 Sinfonia Pasquale, voor houtblazers en strijkorkest, op. 21
- 1965-1971 Symfonie nr. 1, in zeven delen voor orkest - première: 17 januari 1973 door het BBC Symphony Orchestra o.l.v. Sir John Pritchard
- 1968 Kamersymfonie
- 1974 Midway, voor mezzosopraan en (kamer-)orkest
- 1978 Symfonie nr. 2, voor solisten, gemengd koor, knapenkoor, orgel en orkest - tekst: Gerard Manley Hopkins, Franciscus van Assisi en de Bijbel - première: 13 juli 1978 in de Philharmonic Hall Liverpool door Jane Manning en John Elwes (solisten), het Liverpool Philharmonic Choir en het Royal Liverpool Philharmonic Orchestra o.l.v. Meredith Davies
- 1982 Concert, voor strijkorkest
- 1987 Symfonie nr. 3, voor orkest
- 1994 Concert, voor hobo en orkest

### Werken voor harmonieorkest
- Concert, voor symfonisch blaasorkest

### Missen, oratoria, cantates en andere kerkmuziek
- 1948 Salutatio Angelica, cantate voor mezzosopraan, alt, gemengd koor, houtblazers en strijkers, op. 1
- 1949 Improperia, voor dubbelkoor, orgel en strijkers
- 1952 Mass, voor gemengd koor a capella, op. 3
- 1954 Benedic, anima mea, Dominum, voor dubbelkoor a capella, op. 10 nr. 1
- 1955 The City of Desolation, cantate voor sopraan, gemengd koor en orkest, op. 7
- 1956 Harrowing of Hell, voor tenor, bas en dubbelkoor
- 1956 Saint Francis, voor tenor, gemengd koor en orkest, op. 8
- 1957 Cast Wide the Folding Doorways of the East, voor gemengd koor, op. 12
- 1959 Out of your sleep arise and wake, voor gemengd koor en orgel
- 1961 The Water and the Fire, oratorium voor sopraan, tenor, bariton, gemengd koor, knapenkoor, orgel en orkest, op. 16
- 1962 Break to be Built, O Stone, voor gemengd koor, orgel en orkest
- 1967 Festival Te Deum, voor gemengd koor en orkest
- 1969 Roman Spring, cantate voor sopraan, tenor, gemengd koor en kamerorkest, op. 27
- 1973 Motet for Peace, voor mannenkoor, 2 hoorns, 2 trompetten, 3 trombones en 2 tuba's
- 1974 The Leaden Echo and the Golden Echo, voor dubbelkoor
- 1975 Emmanuel, voor contratenor, gemengd koor, samenzang, orgel en orkest
- 1976 Festival Anthem (O Give Thanks), voor gemengd koor, samenzang en orgel
- 1980 Festival Chant, voor gemengd koor, samenzang, 4 trompetten, 3 trombones, tuba, pauken en orgel
- 1982 Send Forth Thy Spirit, O Lord, voor gemengd koor, 4 trompetten, 3 trombones, tuba, pauken en orgel
- 1990 The Gates of Summer, voor sopraan, tenor, gemengd koor en strijkorkest
- Dawn From "Our Lady's Hours", voor sopraan en piano
- Festival Anthem St Cecilia, voor gemengd koor en orgel
- I Looked And Behold, voor gemengd koor en orgel
- Motet for the Feast of Christ the King, voor gemengd koor a capella, op. 10 nr. 2
- Our Lady's Hours, voor sopraan en piano
- Praise The Lord Of Heaven, voor gemengd koor en orgel
- Psalms & Hymns For Use In The Liturgy For Holy Week, voor samenzang of unisono koor
- Send Forth Thy Spirit O Lord, voor samenzang of unisono koor
- The Bee's Song, voor vrouwenkoor a capella, op. 15 nr. 1
- When All The Angels, voor samenzang of unisono koor

### Kamermuziek
- 1964 Blaaskwintet
- 1975 Strijkkwartet
- Corfu, voor 3 blokfluiten
- Gigue, voor viool en piano
- Kwartet, voor hobo, viool, altviool en cello

### Werken voor orgel
- Five Pieces
- Three Introductory Voluntaries

### Werken voor piano
- Sonata Fantasia